# Balgrip

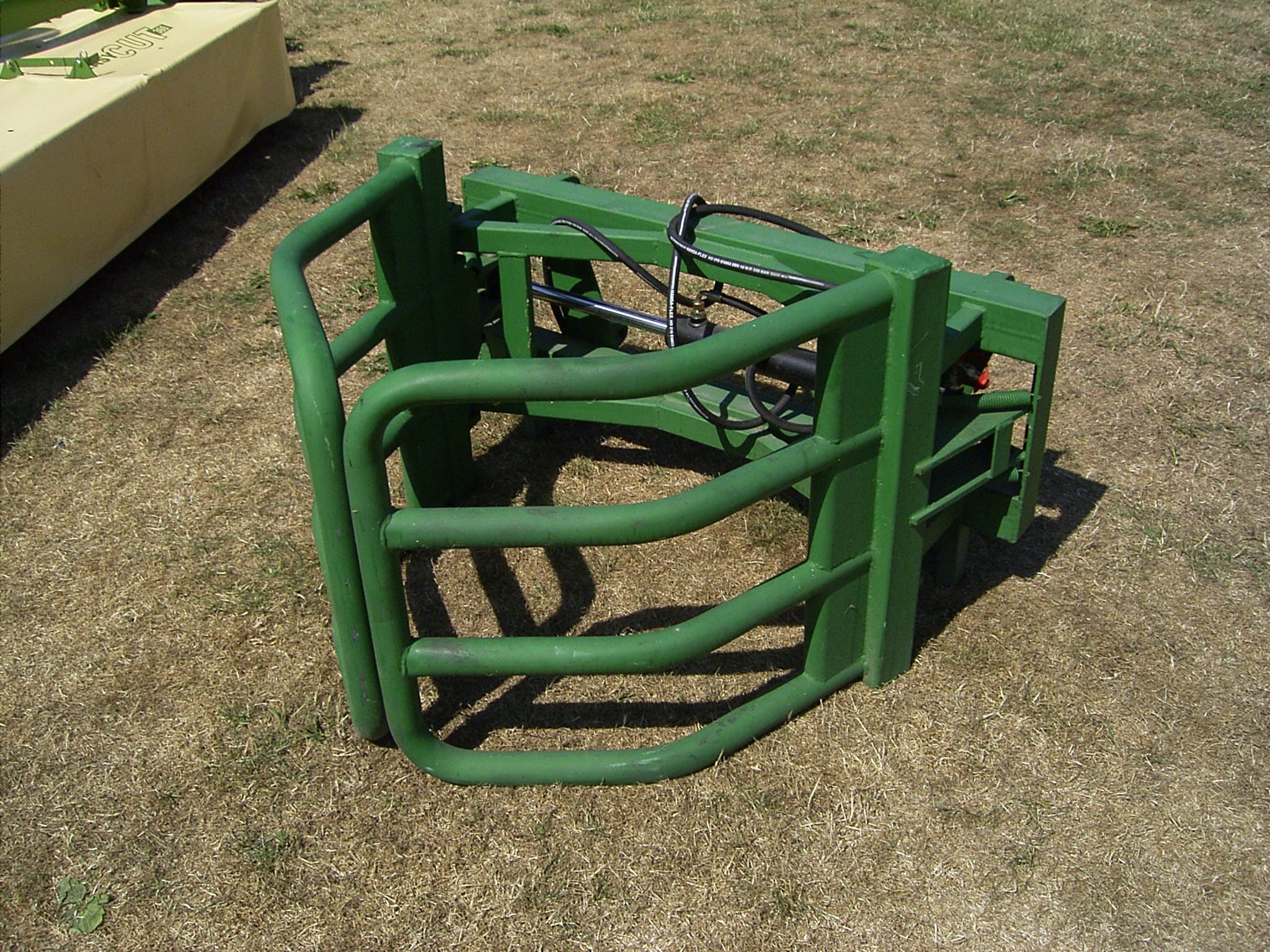
En balgrip

En balgrip är ett verktyg för att greppa och lyfta runda hö- halm- eller ensilagebalar.
Balgripen består av två gripklor, för runda balar utformade som bågar som följer balens form, eller raka gripklor för fyrkantsbalar.
Balgripen monteras på frontlastaren på en traktor eller liknande maskin. Med hjälp av tryckluft eller hydraulik öppnas och stängs balgripens klor och tillsammans med frontlastarens lyftfunktion kan balar enkelt flyttas utan att de skadas eftersom vassa kanter undviks i konstruktionen.
Balgripen uppfanns 1974 av Gunnar Rasmusson.
Ett alternativ till balgrip är att använda ett balspjut. Fördelen gentemot ett balspjut är att det inte förstör plasten på en ensilagebal, men den mer komplicerade konstruktionen för en balgrip och därmed högre priset gör att om endast hö- eller halmbalar ska hanteras används oftare balspjut.
En balgrip kallas även ibland för ensilagegrip men bör undvikas då det kan misstolkas för redskapet silogrip/ vilket hanterar ensilage på ett helt annat sätt (från en plansilo).